# Gael Alonso Moreno
Gael Alonso Moreno (nascut el 22 de juliol de 2002) és un futbolista professional gallec que juga com a central del club de Segona Divisió FC Andorra.

## Carrera professional
Nascut a Vigo, Galícia, Alonso es va incorporar a les categories inferiors del RC Celta de Vigo el 2012, amb deu anys. Després de progressar a les categories inferiors, va debutar amb el sènior el 25 de setembre de 2021, entrant com a substitut d'Álex Martín amb el planter en una derrota per 1-0 a Primera Divisió RFEF fora de casa contra el CD Calahorra.
Després de debutar com a sènior amb el filial, Alonso va jugar amb l'equip filial Gran Peña FC durant la major part de la temporada 2021-22, aconseguint l'ascens de la Preferent de Galícia. Va tornar a l'equip B a finals del 2022 i va esdevenir membre permanent de l'equip abans de la campanya 2023-24 abans de patir una fractura de l'os escafoide el setembre del 2023, que el va deixar apartat durant gairebé set mesos.
El 10 de juliol de 2025, Alonso va deixar el Celta després de més d'una dècada, ja que el seu contracte expirava. Hores més tard, es va anunciar que fitxava per tres anys pel FC Andorra de Segona Divisió.